# Louis Gaidan
Louis Joseph Gaidan, né le 9 avril 1847 à Nîmes et mort à Hyères le 2 avril 1925, est un peintre français.

## Biographie
Louis Gaidan est né le 9 avril 1847 à Nîmes dans une riche famille de banquiers. Il étudie la peinture à Paris avec Jean Jalabert, puis avec le peintre toulonnais Paulin Bertrand. Il expose au Salon des artistes français de 1887 à 1903. Attiré par les paysages provençaux, il fréquente les expositions méridionales : Monaco, Toulon, Hyères et Nîmes.

## Œuvres dans les collections publiques
- Nîmes, musée des beaux-arts : Les Pins de Carqueiranne.
- Marseille, musée des beaux-arts : Cote de Provence[3].
- Sète, musée Paul-Valéry : Vue de Carqueiranne.
- Toulon, musée d'art : Le Soir dans les pins.

Œuvres de Louis Gaidan
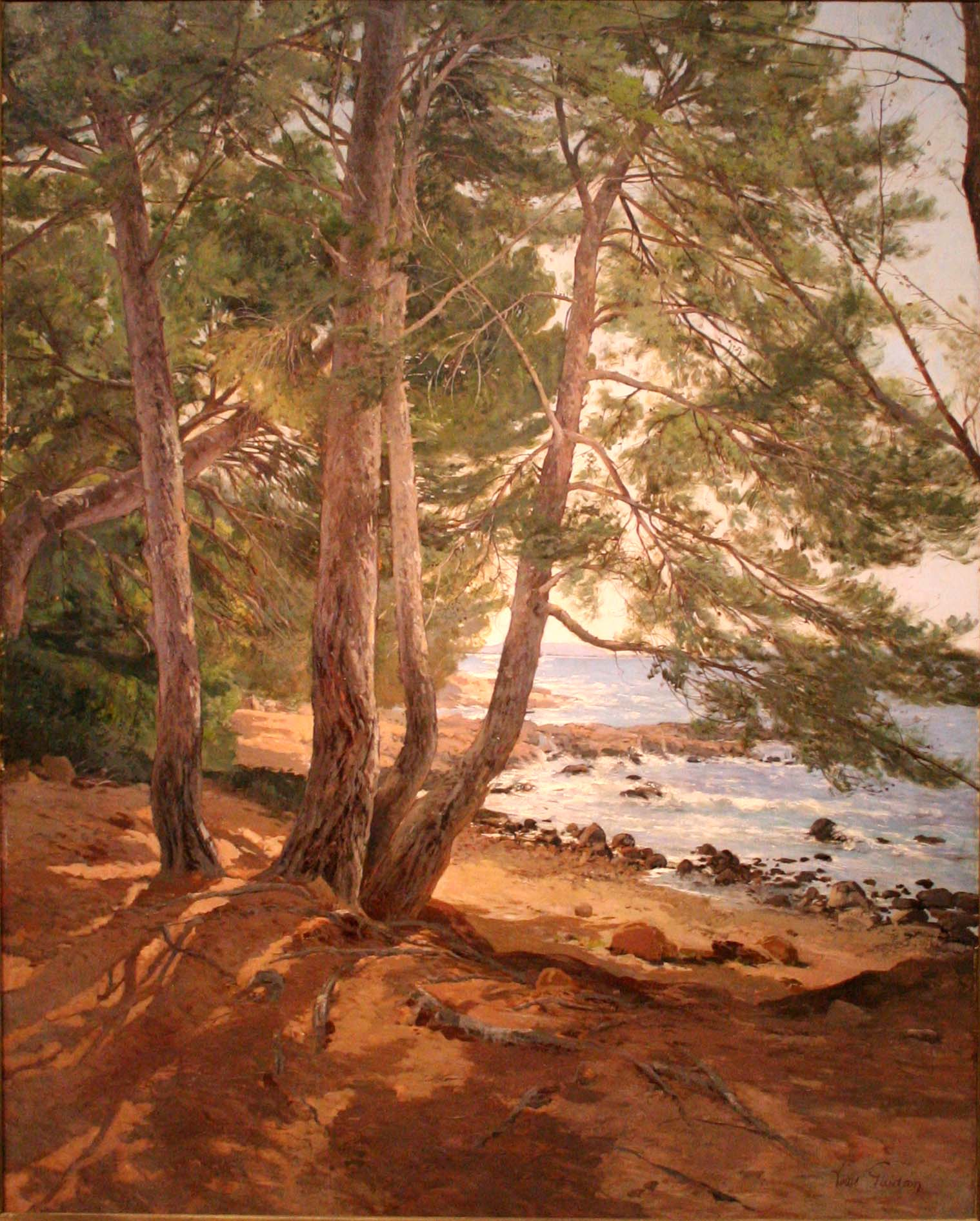
Les Pins de Carqueiranne, musée des beaux-arts de Nîmes.
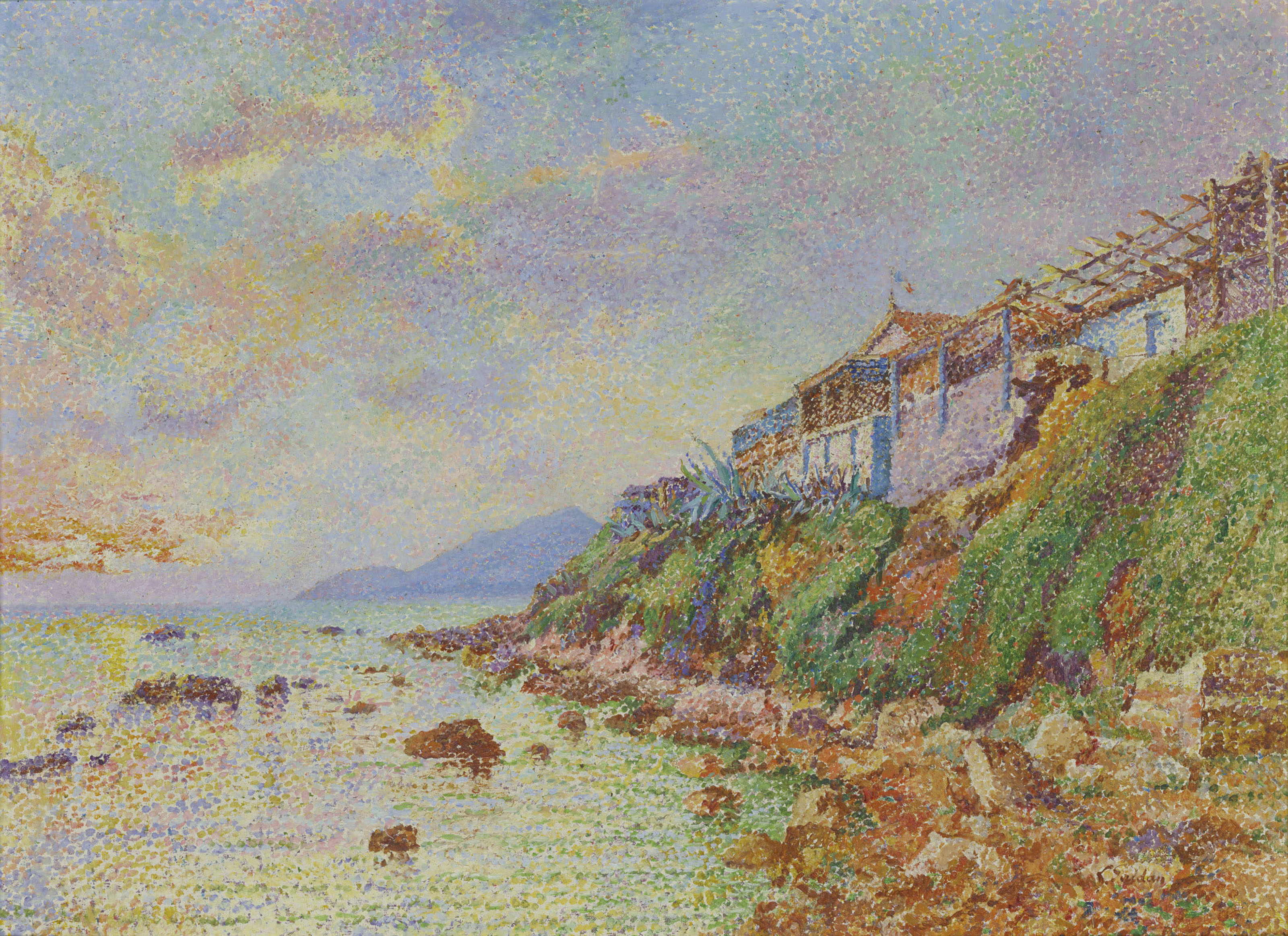
Carqueiranne, localisation inconnue.